# Love Her Madly
Love Her Madly – pierwszy singel amerykańskiej grupy The Doors z płyty L.A. Woman wydanej w 1971 roku. Nagranie odbywało się bez wieloletniego producenta grupy Paul A. Rothchilda, który zrezygnował z współpracy z zespołem. Dzięki temu, przy pomocy dźwiękowca Bruce Botnicka, powstające utwory w tym Love Her Madly był bardziej "doorsowe" od poprzednich. Poza tym cała grupa pracowała bezstresowo i w spokoju, co również ma odzwierciedlenie w nagranym materiale.
Love Her Madly jest dziełem gitarzysty The Doors Robbie'go Kriegera i odnosi się do licznych gróźb odejścia, jakimi raczyła go jego dziewczyna.
W 2000 roku Krieger, John Densmore i Ray Manzarek wraz z Bo Diddleyem nagrali nową wersję utworu dla potrzeb tribute albumu Stoned Immaculate.